# San Cristóbal (canton)
Pour les articles homonymes, voir San Cristóbal.
San Cristóbal est un canton d'Équateur situé dans la province de Galápagos.